# Patrick Nagel (Künstler)

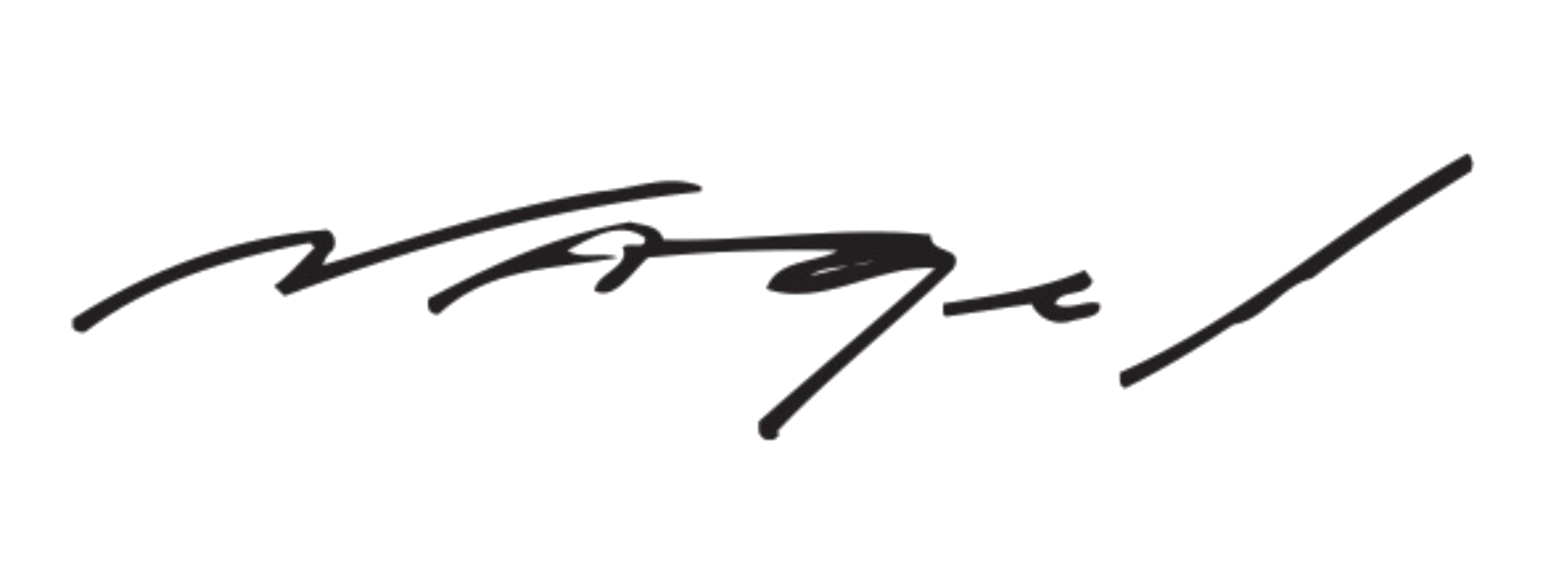
Unterschrift von Patrick Nagel

Patrick Nagel (* 25. November 1945 in Dayton (Ohio), Vereinigte Staaten; † 4. Februar 1984 in Santa Monica, Kalifornien) war ein US-amerikanischer Maler und Illustrator. Er entwarf zahlreiche Arbeiten für bekannte Unternehmen, Musiker und Magazine (besonders für den Playboy). Zu seinen bekanntesten Arbeiten gehört das Cover des Albums der Band Duran Duran mit dem Titel Rio (1982). Mit seinen Arbeiten, die als Poster weltweit in zweimillionenfacher Auflage verkauft wurden, prägte Nagel das Erscheinungsbild der 1980er Jahre.

## Leben und Werk

### Frühe Jahre
Patrick Nagel war der Sohn von Howard Nagel (1915–1994) und dessen Ehefrau Rhea H. Nagel (1915–2004). Er wuchs in der Gegend um Los Angeles auf. Im Vietnamkrieg kämpfte er zwei Jahre als Army Ranger in der 101st Airborne Division. Nach seiner Rückkehr studierte er Kunst am Chouinard Art Institute in Valencia (Santa Clarita) und an der California State University, Fullerton, wo er 1969 als Bachelor of Arts in den Bereichen Malerei und Grafikdesign abschloss. Danach lehrte er am Art Center College of Design in Pasadena (Kalifornien).

### Als Grafikkünstler
1971 war Nagel als Grafikdesigner für ABC Television tätig, wo er Grafiken für Werbe- und Nachrichtensendungen entwarf. Als Werbung für das Wäschebleichmittel Borateem kreierte er eine Sequenz bewegter Bilder. Im Folgejahr arbeitete er als freiberuflicher Künstler für Unternehmen wie IBM und ITT Inc., Filmgesellschaften wie United Artists, Metro-Goldwyn-Mayer und Universal Studios sowie für Zeitschriften wie Oui, Rolling Stone, Architectural Digest und Harper’s Magazine.
Einer von Nagels Hauptkunden war das Magazin Playboy. Zwischen 1975 und 1984 druckte das Magazin in fast jeder Ausgabe für verschiedene Rubriken eine neue Arbeit Nagels, insgesamt 285 Bilder. Zu Beginn seiner Tätigkeit für den Playboy erhielt Nagel sehr genaue Anweisungen für seine Illustrationen von bestimmten Artikeln oder bestimmten Briefen in der Ratgeber-Rubrik des Magazins. Ab 1977 bzw. 1978 erteilte der Playboy Nagel keine spezifischen Anweisungen mehr, stattdessen reichte Nagel routinemäßig Bilder ein, die das Magazin dann in den meisten Fällen veröffentlichte.
Nagel arbeitete zudem für zahlreiche Werbekunden, darunter den Halbleiterhersteller Intel (1979–1981), die Zigarettensorte Lucky Strike, die Whiskeymarke Ballantine’s und die Biermarke Budweiser.

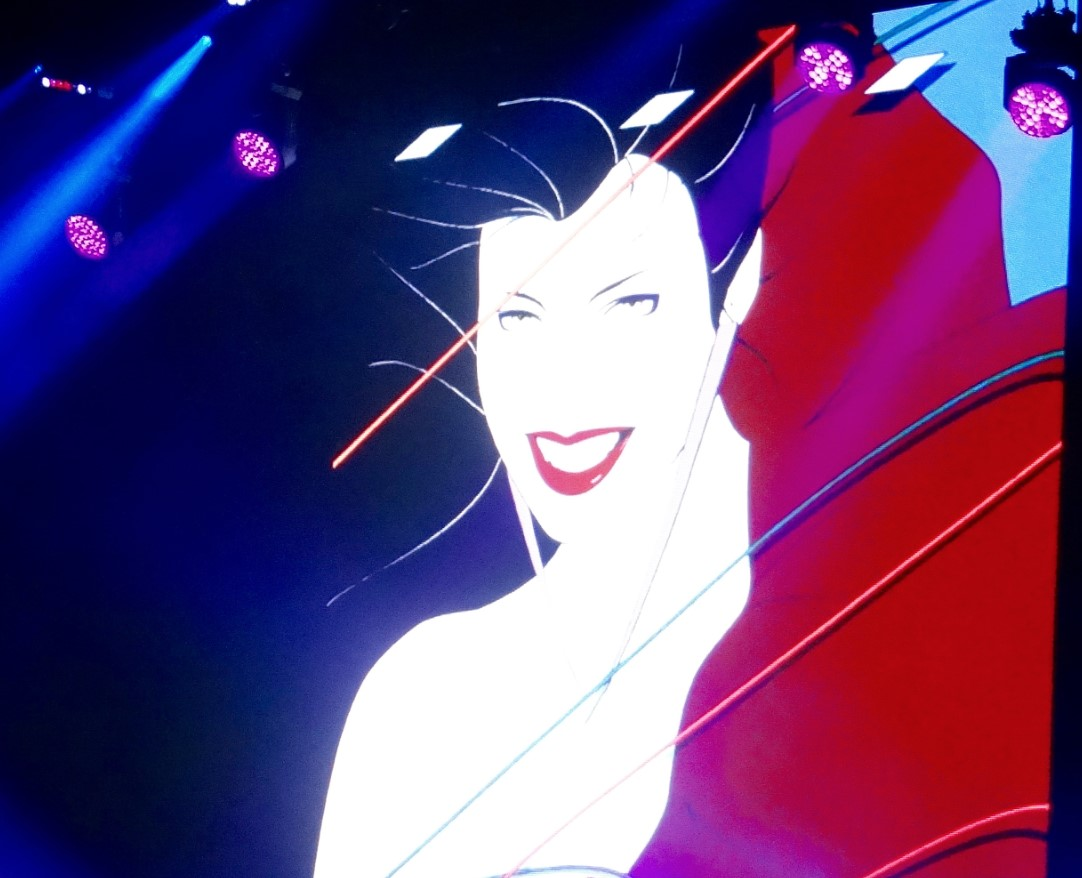
Cover des Albums Rio, hier gezeigt bei einem Konzert in Bournemouth

Darüber hinaus gestaltete Nagel Musikalben-Cover für Künstler wie Thelma Houston (I’ve Got The Music In Me 1975), Tommy James (In Touch 1976), Charlene (Songs of Love 1977) und Cissy Houston (Think It Over 1978). Die Hülle der Single My Own Way (1981) der Band Duran Duran zeigte von Nagel gefertigte Holzschnitte eines stilisierten Matadors. Sein 1982 entstandenes Werk für das Cover des Duran-Duran-Albums Rio entwickelte sich zu einem seiner bekanntesten Bilder. Das amerikanische Magazin Billboard setzte das Cover in seiner „Liste der 50 großartigsten Album-Cover aller Zeiten“ (The 50 Greatest Album Covers of All Time) 2022 auf den 21. Platz.
Nagels Werk besteht im Wesentlichen aus minimalistischen Gemälden (Acrylfarben auf Leinwand), die typischerweise Motive von Frauen mit schneeweißer Haut, schwarzem Haar, der Andeutung einer Nase und vollen Lippen zeigen. Seine Kompositionen waren übersichtlich, mit dramatischen, stark definierten Linien, meist in Schwarz. Seine Farbpalette bestand oft aus Rosa-, Creme-, Blau- und Violetttönen, gelegentlich auch aus Gelb-, Rot- und Grüntönen.
Der idealisierte Ausdruck der menschlichen Figur stand im Mittelpunkt von Nagels Werk. Seine „Nagel-Frau“ (Nagel-Woman) war sexy, egal ob sie eine Sonnenbrille trug, in die Ferne schaute oder direkt in die Augen des Betrachters. Sie war cool, schön und visuell fesselnd. Nagels Bilder halten den Betrachter auf Distanz, erwecken aber auch gleichzeitig den Wunsch, mehr zu erfahren. Der Künstler folgte dabei aktuellen Trends, so sind seine Frauen in den 1970er Jahren weicher, formbarer und unschuldiger als sein stärkerer, härterer und selbstbewussterer Typ Frau der 1980er Jahre.
Besonders seine im Playboy veröffentlichten Arbeiten trugen zur Popularität der „Nagel-Frau“ bei und erweiterten ihre Bekanntheit auf ein großes und treues Publikum. Einige seiner Bilder zeigen auch Motive mit männlichen Figuren. Unter Verwendung einer grafischen, stark stilisierten Ästhetik, die Anleihen bei den Stilrichtungen des Japanischen Farbholzschnitts, des Art déco, und der Pop Art unter dem Einfluss von Andy Warhol nahm, vereinfachte und abstrahierte Nagel Abbildungen seiner Models und fügte ein Umfeld von kontrastierenden Schattierungen in leuchtenden, kräftigen Farben hinzu.
Hierbei ließ sich Nagel von der lebendigen Jugendkultur und der Modefotografie dieser Zeit leiten. Zudem hatte Nagels Ehefrau, das Fotomodell Jennifer Dumas, großen Einfluss auf seine Kunst. Sie stand gelegentlich Modell für ihn und wird als die Inspiration für „die Nagel-Frau“ angenommen. Zu den anderen Models, die für Nagel posierten, gehörten Jackie Heston, Jeana Tomosino (Keough), Cathy St. George, Susan Olar, Lisa Croisette, Shannon Tweed, Tracy Vaccaro, Heidi Sorenson, Lori Sutton, darunter zahlreiche Playmates. Er fertigte zudem Porträts der Schauspielerinnen Joan Collins, Brooke Shields und Joanna Cassidy an. In David Copperfields Zaubershow The Magic of David Copperfield IV: The Vanishing Airplane von 1981 erschien Copperfield „auf magische Weise“ hinter zwei seiner von Patrick Nagel gefertigten Porträtbilder.
Nagels anfängliche Designarbeiten waren noch kleinformatig, später jedoch setzte er seine Visionen in wesentlich größeren Gemälden und Siebdrucken um. Die Gemälde erreichten Ausmaße von vier mal sechs Fuß (etwa 120 mal 180 cm), andere lagen bei drei mal fünf Fuß (etwa 90 mal 150 cm). 1978 schuf er sein erstes Posterbild für Mirage Editions, den Verleger seiner Arbeiten; insgesamt erreichten seine zahlreichen Plakatserien eine weltweite Auflage von etwa zwei Millionen Exemplaren, die meist im Siebdruckverfahren gefertigt waren und limitierte Editionen mit einer Stückzahl von jeweils 90 oder weniger in einer Größe von etwa drei mal vier Fuß beinhalteten (etwa 90 mal 120 cm). Insgesamt erschienen mehr als sechzig Grafikeditionen, Poster und Gedenkeditionen. Der Markt für Nagels Kunst lag vorwiegend in den Vereinigten Staaten, in Europa und in Japan.
Sein Gesamtwerk umfasst mehr als 400 Gemälde. Nagel schuf dazu noch zwei Bronzeskulpturen (Carol und Standing Lady) mit einer Auflage von jeweils hundertachtzig Stück. Zu Lebzeiten zeigte Nagel seine Werke in mehreren Einzelausstellungen. Von seiner ersten Gemäldeausstellung wurde berichtet, dass sie 4000 Besucher anzog und innerhalb von fünfzehn Minuten ausverkauft war.
Er erhielt unter anderem Auszeichnungen von dem Magazin Communication Arts und dem Verlagshaus Graphis. Seine Poster wurden von Institutionen wie der Library of Congress, dem Oakland Museum und dem Grunwald Center for the Graphic Arts der University of California, Los Angeles gesammelt. Originalarbeiten Nagels befinden sich in den Sammlungen der Library of Congress und der Smithsonian Institution (beide in Washington, D.C.) sowie des Musee des Arts Decoratifs und des Musee de L’Affiche (beide in Paris). Die größte Sammlung seiner Werke befand sich in Hugh Hefners Playboy Mansion.

### Tod
Nagel rauchte stark und ernährte sich vorwiegend mit Fast Food. Es gab Gerüchte über Drogengebrauch; körperliche Ertüchtigung erachtete er als unsinnig. 1984, im Alter von 38 Jahren, erlitt er auf einem Parkplatz in seinem Auto einen Herzinfarkt, nachdem er bei einer Benefizveranstaltung für die American Heart Association ein fünfzehnminütiges Aerobic-Training absolviert hatte. Der als schräger, aber sanftmütiger Mensch beschriebene Künstler hinterließ seine Ehefrau Jennifer Dumas und eine Tochter aus einer früheren Ehe, Carol Ness. Patrick Nagel wurde auf dem Friedhof Valhalla Memorial Park in North Hollywood (Kalifornien) bestattet.

### Zitat
Der Künstler kommentierte seine „Nagel-Frauen“:

“I don’t think I want to know these women too well. They never come out in the sunlight. They just stay up late and smoke and drink a lot.”

„Ich glaube, dass ich diese Frauen gar nicht näher kennenlernen möchte. Sie kommen nie raus ins Sonnenlicht. Sie bleiben lange auf und rauchen und trinken viel.“

## Post mortem

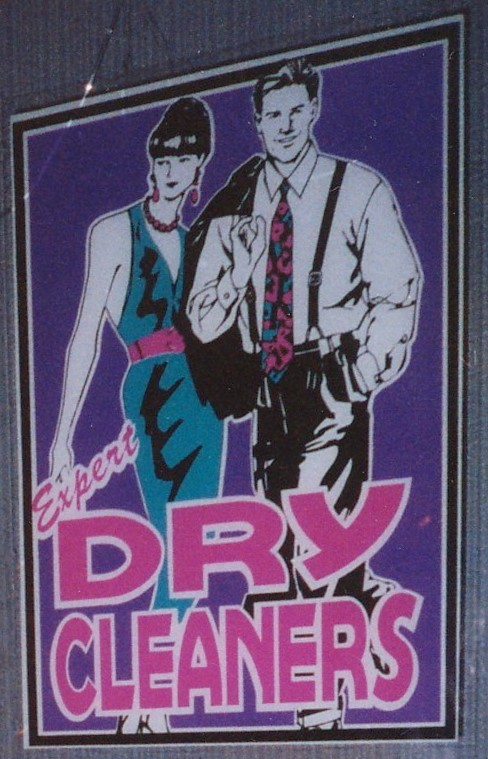
Nagels Stil nachempfundene Illustration im Schaufenster einer Reinigung in New Orleans

### Höhepunkt und Übersättigung des Marktes
Nagels Stil entwickelte sich zu einem der prägendsten des Jahrzehnts und wurde vielfach kopiert. Seine Originale wie auch seine lizenzierten Reproduktionen waren begehrt, so überschwemmte Nagels Verleger Karl Bornstein nach dessen Tod auf dem Höhepunkt der Nachfrage den Markt. Zudem brachte Albuquerque A.R.T. Abbilder von einigen Arbeiten Nagels auf Keramikkacheln auf und verkaufte die Produkte, womit das Unternehmen nach Gerichtsurteilen von 1988 und 1989 gegen das Urheberrecht verstieß. Neben den Originalen tauchten auch zahlreiche Nachahmungen auf. Besonders in den USA zierten nun häufig der „Nagel-Frau“ nachempfundene Bilder allgegenwärtig so manche Schaufenster von Nagelstudios, Friseursalons und chemischen Reinigungen. Die Plakate verblieben oft noch bis in die Gegenwart in den Fenstern und verblassten dort langsam im Sonnenlicht. In den 1990er Jahren kursierten ursprünglich unsignierte Ausgaben, auf denen gefälschte Signaturen aufgebracht worden waren. Die Produktion von Fälschungen hatte Anfang des Jahrzehnts einen derartigen Umfang angenommen, dass sie zum Gegenstand von Ermittlungen des FBI wurde.

### Aktueller Markt
Der Popkulturkritiker Jacob Shelton meinte im Jahr 2020: „[Nagels] Werk hat sich von seinem Tief in den späten 1980er-Jahren vollständig erholt und steht heute in der Tradition der Pop Art von Lichtenstein und Warhol.“
Seit Nagels Tod bewegt sich der Markt für seine Gemälde im niedrigen sechsstelligen US-Dollar-Bereich, während seine Siebdruckposter in limitierter Auflage mehrere tausend US-Dollar kosten können. Im März 2021 fand seine Arbeit auf Leinwand mit dem Titel Jeana für 350.000 US-Dollar einen neuen Eigentümer. Nur sehr wenige seiner Bronzen sind noch in sammelwürdigem Zustand und können für einen dreistelligen bis niedrigen fünfstelligen US-Dollar-Betrag erworben werden. Serien wie Nagel Commemorative, Estate Editions und Playboy Series wurden alle nach Nagels Tod veröffentlicht und haben keinen Sammlerwert. Die Preise für Illustrationen variieren stark und liegen im fünfstelligen US-Dollar-Bereich.

### In der Populärkultur
- In einer Kampfszene des Filmes Ninja III: The Domination (1984) ist im Hintergrund Nagels Bild Sunglasses an einer Wand zu erkennen.[62]
- Im Film The Cartier Affair (1984) mit David Hasselhoff, Telly Savalas und Joan Collins wird Nagels Porträt der Schauspielerin gleich mehrfach in Szene gesetzt.[63]
- Nagels Stil beeinflusste das Aussehen und Auftreten der Palmer Girls[64] in Robert Palmers Musikvideos Addicted to Love (1986),[65] I Didn’t Mean to Turn You On (1986)[66] und Simply Irresistible (1988),[67] mit denen Palmer selbst zu einer Stilikone der 1980er Jahre wurde.[68]
- In dem Film Heathers (1988) wird – kurz nach dem Mord an Heather Chandler durch Veronica Sawyer und Jason Dean – an der Wand des Zimmers ein Nagel-Poster gezeigt.[69]
- In dem Film Sea of Love (1989) wird ein Mordopfer in einem Schlafzimmer gefunden, an dessen Wand sich zwei Bilder Nagels befinden.[70]
- Für das Aussehen der Comicfigur Desire (Verlangen) aus der Familie The Endless (die sieben Ewigen), die Autor Neil Gaiman für seine seit 1989 bei DC Comics erscheinende Serie The Sandman konzipierte, ließ er sich von den „sexy und androgynen“ Grafiken Nagels der frühen 1980er-Jahre[71] und dem Aussehen der britischen Sängerin Annie Lennox um 1987 inspirieren.[72]
- In Drop Dead Fred (1991) ist in einer Szene des Films ein Nagel-Poster an der Wand zu erkennen.[73]
- In dem Film The Wedding Singer (1998) bilden in der „David-Bowie-Szene“ mehrere Bilder von Patrick Nagel den Hintergrund eines Nachtclubs.[74]
- In der US-amerikanischen Science-Fiction-Zeichentrickserie Futurama (1999) mietet Fry in S01E06 A Fishful of Dollars (Das Geheimnis der Anchovis) für sich und seine Freunde eine „authentische Wohnung aus dem 20. Jahrhundert“, deren Wand das Bild einer Frau in einem Nagels nachempfundenen Stil ziert.[75]
- In der US-amerikanischen Zeichentrickserie Daria ist in einer Szene der Episode S05E07 Arts Burn (2001) die Interpretation einer Arbeit Nagels in den Hintergrund eingebunden.[76]
- In Hank Stuevers Buch Off Ramp: Adventures and Heartache in the American Elsewhere (2004) schmückt die Imitation eines Patrick-Nagel-Drucks die Wand von Darleines und Andys Apartments.[77]
- Die US-amerikanische Dramedy-Serie Entourage ist ab S04E02 The First Cut Is the Deepest (2007) in der neuen Wohnung von Johnny „Drama“ Chase eine Arbeit von Patrick Nagel zu sehen[78] und ab Folge S04E04 Sorry, Harvey noch ein weiteres Bild Nagels.[79]
- In Zack Snyders Film Watchmen (2009) durchsucht Rorschach das Apartment des Comedian, an dessen Wand ein Poster von Patrick Nagel hängt.[80]
- In dem Film Hot Tub Time Machine (2010) zeitreisen die Protagonisten in das Jahr 1986, wo in einer Barszene ein Nagel-Poster zu sehen ist.[81]
- Die US-amerikanische Kette von Bekleidungsgeschäften Forever 21 brachte 2010 eine Kollektion von Kleidungsstücken heraus, die Kunstwerke von Patrick Nagel zeigten.[82]
- Die Folge Fart-Break Hotel (SE07E09, 2011) aus der Serie American Dad behandelt ein imaginäres Gemälde von Patrick Nagel.[83]
- Der Autor der Zeichentrick-Fernsehserie für Erwachsene mit dem Titel Moonbeam City (2015), Scott Gairdner, sah sich bei ihrer Schaffung von Nagels Stil beeinflusst.[84]
- Bruce Banner (alias The Hulk) trägt in dem Superheldenfilm Thor: Tag der Entscheidung (2017) als eine Leihgabe von Tony Stark (alias Iron Man) ein T-Shirt mit einem Aufdruck des Rio-Plattencovers.[85]
- In dem Video zu dem Lied Cakes (2018) des Rappers Cazwell füllen Arbeiten von Patrick Nagel eine ganze Wand.[86]
- In S03E04 der US-amerikanischen Science-Fiction-Mysteryserie Stranger Things mit dem Titel Kapitel eins: Suzie, hörst du mich? (2019) ist im Haus des Bürgermeisters ein Bild Nagels zu sehen,[87] wie auch in S04E02 mit dem Titel Kapitel zwei: Vecnas Fluch, am Morgen nach der Siegesfeier des Basketball-Teams Hawkins Tigers.[88]
- In der US-amerikanischen Krimi- und Historiendramaserie Narcos: Mexico hängt in S02E04 The Big Dig (2020) Nagels Bild Park Place an einer Wand.[89]
- In der zum Marvel Cinematic Universe gehörenden US-amerikanischen Fernsehserie Helstrom (2020) tauschen in S01E02 Viaticum die Geschwister Daimon und Ana bei ihrem Wiedersehen nach Jahren der Abwesenheit voneinander kleine Gemeinheiten aus, so sagt Daimon zu seiner Schwester: “You still look like someone pissed off a Patrick-Nagel-poster.” („Du siehst noch immer so aus, als hätte jemand ein Patrick-Nagel-Poster verärgert.“)[90]
- R. Scott Boyer erzählt in seinem zweiten Buch der Bobby-Ether-Reihe mit dem Titel Temple of Eternity (2020) von Cassandras und Jerimiahs Besuch bei OmniCorp, Inc., in deren Rezeptionszimmer sich ein Originalgemälde von Patrick Nagel befindet.[91]
- In der US-amerikanischen Superhelden-Fernsehserie The Umbrella Academy dringen Klaus und Stan in S03E04 in die Luxussuite „Weißer Büffel“ des Hotels Obsidian ein, an deren Wand sich Arbeiten von Patrick Nagel befinden.[92] Die Wand der Suite wird in den folgenden Episoden der 3. Staffel weiter thematisiert.

## Rezeption
Elena G. Millie, Kuratorin der Plakatsammlung in der Library of Congress, schrieb in ihrem Nachruf auf Nagel: „In jeder Ära gibt es ein paar Menschen, die ihrer Generation Form und Bedeutung verleihen. Patrick Nagels Aufstieg als einer dieser wenigen Begabten ist auf seine einzigartige Vision der zeitgenössischen Frau zurückzuführen: Sie ist elegant und kultiviert und strahlt eine geheimnisvolle Verführungskraft aus. Sie ist talentiert, verführerisch und anmutig, aber auch unnahbar und distanziert. Du wirst diese Frau nie kennenlernen, obwohl sie dich aus Nagels Rahmen direkt anstarrt, dich zwingt, sich auf sie einzulassen und dich zu einer intensiven Konfrontation herausfordert. Nagel hat eine der erfolgreichsten Gemälde- und Grafikserien geschaffen, die in den letzten zwei Jahrzehnten erschienen sind. Die ‚Nagel-Frau‘ hat einen erstaunlichen Zuspruch gefunden, sowohl in Amerika als auch im Ausland. Sein Werk, das eine Brücke zwischen traditioneller bildender Kunst und zeitgenössischen Trends schlägt, erreichte eine fast beispiellose Popularität.“
Der Autor David Roach war 2012 der Ansicht, dass das Werk von Patrick Nagel „schlichtweg das Erscheinungsbild der späten 1970er- und frühen 1980er-Jahre verkörperte. […] Sein minimalistischer Stil prägte mit diesen kühlen, verführerischen Frauen eine Ära, die sich zur kultigsten aller bisherigen Generationen entwickelte.“ Gary Baum von der Fachzeitschrift der Filmindustrie The Hollywood Reporter stimmte 2019 zu: „Patrick Nagel prägte den Look der 80er Jahre, […] sein einzigartiger Stil war der Inbegriff dieser Ära.“ Nach Autor Jacob Shelton „umreißt Nagels Werk die 1980er-Jahre wie kein anderes, indem es das Begehren und die erotisch-materialistische Sehnsucht einer Generation einfängt.“ Autor John Foster meinte 2013, dass Nagel „den Pin-up-Look auf den neusten Stand gebracht und ihm eine futuristische Kälte verliehen“ habe. Nagels „Mischung aus kühnem Grafikdesign und leerer Sexualität“ sei für viele „die Definition der 1980er-Jahre“ gewesen. Blogger Dan Dos Santos pflichtete 2020 bei: „Patrick Nagels Stil ist unverkennbar[, … er] prägte und beeinflusste maßgeblich ein ganzes Jahrzehnt [und] steht heute für das Erscheinungsbild der [19]80er-Jahre.“ Der Autor Frank Plein attestierte 2015 ebenso: „Der bekannteste Illustrator dieser Zeit ist wohl Patrick Nagel, dessen Coverdesign für Duran Durans Rio geradezu archetypisch für den unterkühlten, reduzierten Stil der Achtziger steht.“ Auch der Konzeptkünstler Alex Israel war ähnlicher Meinung: „[Nagel] fängt den emotionalen Zustand einer Ära ein, die amerikanische Sehnsucht der 1980er-Jahre, das kollektive materialistische Streben, einen Bewusstseinszustand wie in [dem 1985 erschienenen Roman] Unter Null“. Richard Blade, DJ bei Sirius XM in Los Angeles, sagte: „Die Bilder von Nagel stehen für die 1980er-Jahre, für Glamour, für Sexappeal, für Schönheit und – für mich persönlich – für New Wave.“ Die US-amerikanische Musikmagazin SPIN verstand im November 2004 die kulturelle Bedeutung der Nagel-Frau als „eine unverzichtbare Kultfigur der 1980er-Jahre, die gleichzeitig die Dekadenz des Jet-Set-Trash und den modernen Überdruss symbolisiert.“
Die Schauspielerin Joan Collins erinnerte sich 1985: „Als er [Patrick Nagel] mich zum ersten Mal fotografierte, stellte er fest, dass meine Lippen mein herausragendstes Gesichtsmerkmal seien. Er sagte, sie schienen eine eigene Anatomie zu haben. Noch nie haben sich Lippen so nackt angefühlt. Er hatte eine Art, jedes Detail zu sehen und sie alle auf der Leinwand zu enthüllen.“
Der Autor Ross Abbinnett schrieb 2020: „Die sich in ihren Genusswelten tummelnden, perfekten weißen Körper in Patrick Nagels geometrischen Porträts entwickelten sich in den 1980er-Jahren zu Kultsymbolen der Sehnsüchte. […] Frauen versuchten, durch zwanghafte Teilnahme an Aerobic-Fitness- und Diätprogrammen die in Nagels Kunst vorgegebene sexuelle Ausstrahlung schlanker Körper an sich zu verwirklichen.“
Der ehemalige Kunstkritiker des Magazins Newsweek, Peter Plagens, bezeichnete Nagel in der New York Times als „Plakatkünstler mit Nachtclub-‚Eleganz‘“, dessen Werke „Friseursalons und Eigentumswohnungen mit weißen Flokatiteppichen“ quer durch Amerika schmückten.
Der Blogger Dan Dos Santos gab im gleichen Jahr noch zu bedenken: „Man kann Nagels technische Fähigkeiten in seinem Werk leicht verkennen, da sein Stil heutzutage recht einfach digital nachgeahmt werden kann. Vergessen Sie aber nicht, dass alle seine Bilder echte Gemälde waren, typischerweise Acrylfarbe auf gespannter Leinwand.“
Nagels Ehefrau Jennifer Dumas sagte, ihr Mann habe an der Debatte über seine Arbeit keinen Anstoß genommen. „Er liebte das, was er tat. Er ließ sich nicht auf Diskussionen ein, ob es sich dabei um bildende Kunst oder um kommerzielle Kunst handelt.“
Sein Assistent, Barry Haun, zählte in seinem Nachruf einige Punkte mit Eigenschaften Nagels auf, darunter:
- Patrick Nagel verwendete mehr Paynesgrau als jeder andere Maler.
- Er trug nie kurze Ärmel.
- Er liebte Frauen.
- Er liebte besonders Frauen mit starken Nasen.
- Er liebte Erdnuss-M&M’s, Schokoshakes (nicht zu dick), gebratene Zwiebeln und Kaffee.
- Er hörte auf zu arbeiten, wenn er keine Pepsi oder keinen Kaffee mehr hatte.
- Er war der Ansicht, dass Sport bescheuert sei. Für ihn traf es zu.

Haun berichtete weiter aus seinem Arbeitsleben mit Nagel: „Manche Tage begannen wir mit Fotosessions unter Teilnahme der schönsten Mädchen, die man sich vorstellen konnte. Er fertigte im Vorfeld bereits Skizzen seiner angedachten Szenen an, versuchte aber nicht zu viel vorwegzunehmen. Oft ging er los und kaufte die Outfits für die Modelle, wozu er in der Regel auch Make-up- und Haarstylisten hinzuzog. Die Sessions waren immer sehr professionell. Man merkte ihm an, dass er Frauen liebte, wobei er sich mehr zu ihren sinnlichen Qualitäten als zu ihrer offenen Sexualität hingezogen fühlte. […] Anhand der Fotografien fertigte er Zeichnungen an, die er dann auf Zeichenkarton oder Leinwand übertrug, wobei er Linien einfärbte, Farben auswählte, immer wieder kleine Änderungen vornahm, die Schattierung justierte und Details ausarbeitete. Bis wir ein fertiges Bild hatten, das für einen Siebdruck oder eine Ausstellung verschickt werden konnte, waren es einige Schritte. Pat fiel es manchmal schwer, sich zu entspannen, aber er machte täglich ein Nickerchen auf dem Boden. Gelegentlich wurde er nervös, wenn er ein neues Werk in Angriff nehmen oder einen Ausstellungstermin wahrnehmen sollte. Der Werktag begann um elf Uhr und dauerte bis achtzehn Uhr, dann machten wir Schluss, ich ging nach Hause, und er ging nach oben in seine Wohnung. Es kam vor, dass ich um drei Uhr morgens vorbeikam und er im Atelier war, den Fernseher an hatte, Kaffee oder Pepsi trank und malte. […] Obwohl Nagel Witz und Stil besaß, liebte er es, fernzusehen. Er kam ins Studio und plante seinen Tag entlang des Fernsehprogramms. Superman war definitiv ein Favorit, obwohl er Lois Lane für eine Zicke hielt. Er war auch enttäuscht, wenn er einen Termin während eines Laurel und Hardy-Films hatte. Er mochte Soundtracks von Spaghetti-Western wie Once Upon a Time in the West und den frühen Rock 'n' Roll der 1950er-Jahre, Presley, Sinatra, Cole Porter, Les Paul und Paul Desmond. Sein Erfolg amüsierte ihn, er ließ ihn sich aber nicht zu Kopf steigen, er war einfach sehr glücklich, dass er von seiner Arbeit leben konnte. Er war begeistert von einfachen Dingen – der Brief eines Fans aus Tasmanien; Gefangene, die ihm schrieben, dass sie hofften, Künstler zu werden, wenn sie aus dem Gefängnis kämen; Leute, die sagten, sie hätten Möbel gekauft, die zu seiner Kunst passten, einige Leute kauften zehn oder zwanzig seiner Bilder. Es machte ihm Freude sich die Bewirtungsrechnungen in Restaurants zu schnappen und zu begleichen; er liebte es, Martinis zu trinken; er hatte großen Appetit auf Triviales.“